# Турнир претенденток по шахматам 2019
Турнир претенденток 2019 — шахматный турнир, который проходил с 29 мая по 19 июня 2019 года в Казани. Является заключительным этапом серии турниров для определения претендента на матч за первенство мира среди женщин.
14 июня российская шахматистка Александра Горячкина досрочно выиграла турнир, опережая за два тура до конца соревнований ближайшую преследовательницу на 2,5 очка.

## Призовой фонд
Общий призовой фонд — 200 000 Евро
| Место | Денежный приз |
| ----- | ------------- |
| 1     | 50 000 €      |
| 2     | 40 000 €      |
| 3     | 30 000 €      |
| 4     | 25 000 €      |

| Место | Денежный приз |
| ----- | ------------- |
| 5     | 20 000 €      |
| 6     | 15 000 €      |
| 7     | 12 000 €      |
| 8     | 8 000 €       |

## Участницы
В двухкруговом турнире, состоящем из 14 раундов, принимают участие 8 гроссмейстеров:
|               |                 |                     |              |                      |             |                |                  |
| Мария Музычук | Екатерина Лагно | Александра Костенюк | Анна Музычук | Александра Горячкина | Тань Чжунъи | Нана Дзагнидзе | Валентина Гунина |

## Турнирная таблица

### Итоговая таблица
| Место | Участник             | Рейтинг (Май 2019) | Очки |
| ----- | -------------------- | ------------------ | ---- |
| 1     | Александра Горячкина | 2525               | 9½   |
| 2     | Анна Музычук         | 2539               | 8    |
| 3     | Екатерина Лагно      | 2554               | 7    |
| 4     | Тань Чжунъи          | 2513               | 7    |
| 5     | Нана Дзагнидзе       | 2510               | 6½   |
| 6     | Мария Музычук        | 2563               | 6½   |
| 7     | Александра Костенюк  | 2546               | 6    |
| 8     | Валентина Гунина     | 2506               | 5½   |

#### Отдельные таблицы 1-го и 2-го круга
| Таблица первого круга | Таблица первого круга | Таблица первого круга | Таблица первого круга | Таблица первого круга | Таблица первого круга | Таблица первого круга | Таблица первого круга | Таблица первого круга | Таблица первого круга | Таблица первого круга | Таблица первого круга | Таблица первого круга | Таблица первого круга | Таблица первого круга |
| №                     | Участник              | Рейтинг               | 1                     | 2                     | 3                     | 4                     | 5                     | 6                     | 7                     | 8                     | +                     | =                     | −                     | Очки                  |
| --------------------- | --------------------- | --------------------- | --------------------- | --------------------- | --------------------- | --------------------- | --------------------- | --------------------- | --------------------- | --------------------- | --------------------- | --------------------- | --------------------- | --------------------- |
| 1                     | Мария Музычук         | 2563                  |                       | 0                     | 1                     | ½                     | ½                     | ½                     | 0                     | ½                     | 1                     | 4                     | 2                     | 3                     |
| 2                     | Екатерина Лагно       | 2554                  | 1                     |                       | ½                     | ½                     | 0                     | 1                     | ½                     | ½                     | 2                     | 4                     | 1                     | 4                     |
| 3                     | Александра Костенюк   | 2546                  | 0                     | ½                     |                       | ½                     | ½                     | ½                     | 1                     | 0                     | 1                     | 4                     | 2                     | 3                     |
| 4                     | Анна Музычук          | 2539                  | ½                     | ½                     | ½                     |                       | ½                     | 0                     | 0                     | 1                     | 1                     | 4                     | 2                     | 3                     |
| 5                     | Александра Горячкина  | 2525                  | ½                     | 1                     | ½                     | ½                     |                       | 1                     | 1                     | 1                     | 4                     | 3                     | 0                     | 5½                    |
| 6                     | Тань Чжунъи           | 2513                  | ½                     | 0                     | ½                     | 1                     | 0                     |                       | ½                     | 0                     | 1                     | 3                     | 3                     | 2½                    |
| 7                     | Нана Дзагнидзе        | 2510                  | 1                     | ½                     | 0                     | 1                     | 0                     | ½                     |                       | 1                     | 3                     | 2                     | 2                     | 4                     |
| 8                     | Валентина Гунина      | 2506                  | ½                     | ½                     | 1                     | 0                     | 0                     | 1                     | 0                     |                       | 2                     | 2                     | 3                     | 3                     |

| Таблица второго круга | Таблица второго круга | Таблица второго круга | Таблица второго круга | Таблица второго круга | Таблица второго круга | Таблица второго круга | Таблица второго круга | Таблица второго круга | Таблица второго круга | Таблица второго круга | Таблица второго круга | Таблица второго круга | Таблица второго круга | Таблица второго круга |
| №                     | Участник              | Рейтинг               | 1                     | 2                     | 3                     | 4                     | 5                     | 6                     | 7                     | 8                     | +                     | =                     | −                     | Очки                  |
| --------------------- | --------------------- | --------------------- | --------------------- | --------------------- | --------------------- | --------------------- | --------------------- | --------------------- | --------------------- | --------------------- | --------------------- | --------------------- | --------------------- | --------------------- |
| 1                     | Мария Музычук         | 2563                  |                       | ½                     | 0                     | ½                     | 1                     | 1                     | ½                     | 0                     | 2                     | 3                     | 2                     | 3½                    |
| 2                     | Екатерина Лагно       | 2554                  | ½                     |                       | ½                     | 0                     | ½                     | ½                     | ½                     | ½                     | 0                     | 6                     | 1                     | 3                     |
| 3                     | Александра Костенюк   | 2546                  | 1                     | ½                     |                       | ½                     | 0                     | 0                     | 0                     | 1                     | 2                     | 2                     | 3                     | 3                     |
| 4                     | Анна Музычук          | 2539                  | ½                     | 1                     | ½                     |                       | ½                     | ½                     | 1                     | ½                     | 2                     | 5                     | 0                     | 4½                    |
| 5                     | Александра Горячкина  | 2525                  | 0                     | ½                     | 1                     | ½                     |                       | ½                     | ½                     | 1                     | 2                     | 4                     | 1                     | 4                     |
| 6                     | Тань Чжунъи           | 2513                  | 0                     | ½                     | 1                     | ½                     | ½                     |                       | 1                     | 1                     | 3                     | 3                     | 1                     | 4½                    |
| 7                     | Нана Дзагнидзе        | 2510                  | ½                     | ½                     | 1                     | 0                     | ½                     | 0                     |                       | 0                     | 1                     | 3                     | 3                     | 3½                    |
| 8                     | Валентина Гунина      | 2506                  | 1                     | ½                     | 0                     | 0                     | 0                     | 0                     | 1                     |                       | 2                     | 1                     | 4                     | 2½                    |